# Herosek zbrojny
Herosek zbrojny (Scutisorex somereni) – endemiczny gatunek ssaka z rodziny ryjówkowatych zamieszkujący tereny w Afryce Środkowej. Nie jest zagrożony wyginięciem.

## Taksonomia
Gatunek ten opisał w 1910 roku Oldfield Thomas, nadając mu nazwę Sylvisorex somereni. Autor wskazał jako miejsce typowe Kyetume w okolicach Kampali w Ugandzie.

## Średnie wymiary
- długość ciała – 120–150 mm[6],
- długość ogona – 68–95 mm[6],
- masa ciała – 30–115 g[6].

## Występowanie
Gatunek występuje endemicznie na obszarze Afryki Środkowej – w dorzeczu rzeki Kongo i na terenie leżących w sąsiedztwie pasm górskich na wysokości od 700 do 2230 m n.p.m. Obecność heroska zbrojnego jest odnotowywana na terenie Demokratycznej Republiki Konga, Ugandy, Rwandy i Burundi, jednak nie występuje na zachód od rzeki Ubangi.

## Tryb życia
Herosek zbrojny jest jedną z największych ryjówek. Jej kręgosłup wzmocniony jest siecią zazębiających się, kostnych wyrostków, w kształcie listew i kolców. Pomimo tej budowy kręgosłupa, S. somereni jest równie ruchliwa jak pozostałe gatunki z tej rodziny. Jedyną różnicą pomiędzy nimi jest sposób poruszania się (wolno i ociężale). Żywi się pokarmem zwierzęcym.